# 馬延
馬 延（ば えん、生没年不詳）は、中国後漢時代末期の人物。袁尚配下の大将。
建安9年（204年）8月、その軍勢が曹操の包囲を受けて危機に陥ると、馬延は同僚の張顗と共に降伏。軍勢は総崩れとなり、袁尚は中山郡へ逃走した。

## 三国志演義
羅貫中小説の『三国志演義』では第32回で、袁尚配下の将として登場。先に曹操に降った呂曠・呂翔兄弟の説得を受け、張顗と共に降伏し、列侯に封じられる。彼ら4人はその糧道を断って、袁尚を敗走させることに貢献した。
その後も曹操配下の将として登場。第41回では長坂の戦いに参戦し、逃走する劉備軍を追撃するが、青釭の剣を手にした趙雲の無双の活躍により、撃退される。
第50回では赤壁の戦いで敗走する曹操と合流。その道のりの先陣を務めるが、孫権配下の甘寧と遭遇した次の瞬間、一刀のもとに斬り落とされる。